# Ernst von Mohl
Ernst Friedrich von Mohl (Neuweiler, 20 luglio 1849 – Monaco di Baviera, 8 gennaio 1929) è stato un insegnante tedesco.

## Biografia
Mohl era figlio di un pastore protestante e trascorse la sua infanzia a Hildrizhausen. 
Nel 1868 dopo aver completato i suoi studi a Stoccarda, studiò filosofia presso l'Università di Tübingen. In seguito proseguì gli studi presso l'Università di Dorpat.
Dopo aver lavorato come professore alla facoltà di legge a San Pietroburgo (1889-1911), visse a Monaco di Baviera. 
Era l'autore di numerosi racconti in svevo, baltico e russo. Aveva una relazione con la scrittrice Isolde Kurz.